# Daniela Aiuto
Daniela Aiuto (* 14. Dezember 1975 in Lausanne) ist eine italienische Politikerin der MoVimento 5 Stelle.

## Leben
Aiuto ist seit 2014 Abgeordnete im Europäischen Parlament. Dort ist sie Mitglied im Ausschuss für Verkehr und Fremdenverkehr, im Ausschuss für die Rechte der Frau und die Gleichstellung der Geschlechter, in der Delegation im Gemischten Parlamentarischen Ausschuss EU-Türkei, in der Delegation im Ausschuss für parlamentarische Kooperation EU-Moldau und in der Delegation in der Parlamentarischen Versammlung EURO-NEST.

## Politische Aktivität
2014 nahm sie an den Europawahlen mit der 5-Sterne-Bewegung im Wahlkreis Süditalien teil und erhielt 35.829 Stimmen und wurde somit gewählt. Sie wurde dann Mitglied der TRAN-Kommission (Verkehr und Tourismus) und der FEMM-Kommission (Frauenrechte und Gleichstellung der Geschlechter).